# 大永の内訌 (下野宇都宮氏)
大永の内訌（だいえいのないこう）は、戦国時代初期の大永年間（1521年-1528年）に発生した、下野宇都宮氏18代当主・宇都宮忠綱と、芳賀高経ら芳賀氏を中心とした家臣団との対立で起こった内訌（内輪揉め）である。

## 経緯

### 背景
文明9年（1477年）に下野宇都宮氏17代当主となった宇都宮成綱は、家臣団の再編を行い永正の内訌・宇都宮錯乱といった大きな内紛を克服し、古河府の内紛に介入して娘婿の足利高基を次期古河公方へ擁立、積極的な軍事行動と周辺勢力との婚姻外交などを駆使して急激な勢力拡大に成功した。没落しつつあった下野宇都宮氏の中興の祖となり、佐竹義舜ら周辺勢力の連合軍を竹林の戦い・縄釣りの戦いで破るなど、北関東の覇権を制したも同然だった。その勢威は下野国・常陸国・下総国に及び、足利高基、結城政朝、那須資親、小田成治・政治父子などを従え大きな渦を形成しさらなる躍進を狙うが、成綱は永正13年（1516年）に病に倒れこの世を去った。
宇都宮成綱の死没前後を境に周辺勢力の関係は大きく変化した。上那須氏の那須資親は、永正の乱（足利政氏・高基父子の対立）では成綱とともに高基派であったが永正11年（1514年）に没し、後継者争いが勃発した結果滅亡した。成綱は宇都宮一族の者を継がせ再興を図ったが、那須資房による上下那須氏の統一により叶わなかった。
また結城氏の結城政朝は、成綱死没以前に宇都宮氏領となっていた旧領の中村十二郷の奪還を目論むようになり、宇都宮氏と敵対関係になった。このように宇都宮成綱が没したことで不穏な空気が迫りつつあった。
一方、敵対関係だった佐竹氏は、佐竹義舜が永正14年（1517年）に没し、子の佐竹義篤が当主になっており、後に関東南部で急激に勢力拡大している北条氏綱を危惧していた小田政治と同盟を結んでいる。

### 宇都宮忠綱と家臣団の対立
永正9年（1512年）に父成綱の策で下野宇都宮氏18代当主となった宇都宮忠綱は、永正13年（1516年）に実権を握っていた父が病没したことで名実ともに当主となった。
忠綱は父の遺志を継ぎ、勢力の拡大や宇都宮家中の支配強化を行っていくが、偉大だった父のようにはうまくいかず、強硬な支配強化に家臣の多くが不満を抱き、忠綱と対立している。この対立は単純に支配強化を巡る対立だけでなく、宇都宮錯乱などで活躍した新興勢力の壬生綱重・綱房父子ら壬生氏の躍進に対しての不満や、宇都宮錯乱以後に宇都宮城で逼塞されたままである芳賀高孝、芳賀高経ら芳賀氏の処遇を巡った対立といった側面もあった。
芳賀領の統治は忠綱の叔父にあたる宿老の塩谷孝綱が代行していたが、こうした芳賀氏の扱いに塩谷氏の塩谷孝綱、笠間氏の笠間資綱・綱広父子などの宇都宮一門が反発し芳賀氏側に与して忠綱と対立している。一方、壬生綱房や永山忠好は忠綱に与して家臣団は二つに分裂してしまった。こうした「宇都宮・壬生氏対芳賀・塩谷氏」といった対立構図は天文の内訌でも再び起こっている。

### 猿山合戦
芳賀高経は結城政朝を頼り、結城城を訪れた。政朝側からすれば、宇都宮氏から旧領の奪還を狙う好機であり、芳賀氏らに協力することを口実に大永3年（1523年）8月に宇都宮領へ侵攻、宇都宮氏の軍勢と猿山で対峙し、合戦となった（猿山合戦）。
合戦は結城氏が勝利し、宇都宮忠綱は宇都宮城から追放された。結城政朝や芳賀高経ら反忠綱派の家臣団は成綱の末子である宇都宮興綱を宇都宮氏19代当主へと擁立した。興綱はまだ幼かったが、父が忠綱と同じ宇都宮成綱で、母は上杉顕実（古河公方・足利氏の一族で山内上杉氏12代当主にして関東管領を務めた）の娘であり、血筋的な側面でも宇都宮氏の当主に相応しかったことが擁立の理由とされる。
忠綱が追放された出来事は佐竹義篤ら北関東の諸勢力でも注目されており、『東州雑記』にも「大永三年宇都宮乱、忠綱出城」と記録されていた。

### 鹿沼城から再起を図る
宇都宮城から追放された忠綱は、重臣の壬生綱房を頼り鹿沼城へ逃れた。忠綱派の家臣団は忠綱が追放されると永山忠好のように国外へ逃亡したり、壬生氏のように反忠綱派に徹底抗戦するなど、忠綱追放は周囲に深刻な影響を及ぼした。
大永3年から4年（1523年-1524年）に渡り、宇都宮領内やその周辺で激しい合戦が何度もあったとされ、忠綱派の家臣と反忠綱派の家臣が激しく争っていた。忠綱は鹿沼を拠点とし、古河公方・足利高基と頻繁に連絡を行い宇都宮城への帰城を目指したが叶わず、大永7年7月16日（1527年8月12日））に忠綱は没した。一説によると忠綱派の一角だった壬生綱房が忠綱を見限り、反忠綱派と通じて謀殺したという。忠綱の死により内訌は収束した。

## 対立構図
太字は宇都宮忠綱の兄弟、斜体は宇都宮忠綱の伯父・叔父、義理の兄弟、従兄弟。
| - 主な宇都宮忠綱派 - 宇都宮 - 宇都宮忠綱（宇都宮城） - 壬生綱房（鹿沼城） - 壬生綱雄（壬生城） - 今泉盛高（上三川城） - 永山忠好 - 中村玄角（中村城） - 中村時長 - 古河公方足利 - 足利高基（古河御所） | - 主な反宇都宮忠綱派 - 宇都宮 - 宇都宮興綱 - 芳賀高経 - 芳賀高孝 - 塩谷孝綱（川崎城） - 塩谷義孝 - 塩谷義尾（乙畑城） - 笠間資綱（笠間城） - 笠間綱広 - 結城 - 結城政朝（結城城） - 結城政直 - 結城政勝 - 結城六郎 - 水谷治持（下館城） - 小山 - 小山政長（小山祇園城） - 皆川 - 皆川宗成（皆川城） - 平川成明（平川城） |

## 影響
その後は芳賀氏は復権し、成綱の腹心として活躍した芳賀景高以来の最盛期を迎えることとなった。しかし実態は家臣団による宇都宮氏当主の傀儡化であり、その結果下野宇都宮氏は大きく弱体化し、成綱が当主だった頃の北関東随一の勢威は失われた。当主による家臣団の安定支配を成し遂げた結城氏や佐竹氏、小田氏らにも大きく後れを取り、近隣勢力から侵略されつつある状況を生み出してしまった。宇都宮一門だった武茂氏、松野氏なども影響力を強めている佐竹氏に従属し宇都宮氏の影響下から離れた。
また、傀儡化された宇都宮氏当主だが、興綱は元服後に芳賀高経・壬生綱房らとの方針の違いで対立し、自害を強要され生涯されている。その後は成綱二男の宇都宮俊綱が新たな当主に擁立された。その事態を打破すべく、俊綱は積極的に行動を起こすがその結果天文の内訌が発生してしまった。
戦国時代で起こった宇都宮氏の大きな内訌は大永の内訌の他に永正の内訌、天文の内訌があるが、その中でも特に大永の内訌は後世に与えた影響が大きく、家臣団の暴走を招き、後北条氏が台頭後に宇都宮氏が苦しい立場に陥ってしまった元凶といえる出来事である。